# Корнеев, Анатолий Петрович
Анатолий Петрович Корнеев (23 января 1961, Цвикловцы — 20 февраля 2014, Киев) — активист Евромайдана. Рудской сельский голова (Хмельницкая область). Убит выстрелом снайпера 20 февраля 2014 на Институтской улице. Один из общественного списка национальной скорби «Небесная Сотня». Герой Украины (2014, посмертно).

## Биография
Анатолий Петрович родился 23 января 1961 г. в селе Цвикловцы.
В 1976 г. окончил Рудскую 8-летку, а в 1978 — Жванецкую среднюю школу.
1978-1982 гг. — обучение в Каменец-Подольском высшем военно-инженерном командном училище.
1982-1987 гг. — служба в группе советских войск в Германии.
1987-1991 гг. — служба на Дальнем Востоке.
В 1991-2003 гг. работал на Каменец-Подольском хлебокомбинате, где прошел путь от заведующего складом до заместителя директора.
2003-2007 гг. — безработный.
В 2007-2010 гг. работал в ООО «Стиоми-Холдинг».
С ноября 2010 г. по февраль 2014 — Рудской сельский голова.
Женат. Вместе с женой Людмилой воспитали двух детей.

## Гибель на Майдане
Участвовал в контратаке Майдана утром 20 февраля. Погиб возле парапета в районе зелёного забора за Октябрьским дворцом, от пули снайпера в сердце.
После того как тело было перенесено к Октябрьскому дворцу, медик с его телефона позвонил его жене Людмиле, сообщил о смерти и о том, где находится тело. Через некоторое время к Октябрьскому дворцу прибыли ещё несколько друзей и тело на руках был доставлено к сцене Майдана, а оттуда автомобилем в помещение КГГА, где находилось в подвальном помещении до приезда жены, которая сразу же после подтверждения информации о гибели уехала в Киев.
Во время атаки Анатолий Корнеев находился в изумрудном мотоциклетном шлеме и при анализе видеозаписей боя на Институтской последний раз живым идентифицирован на мостике через Институтскую в момент штурма Октябрьского дворца.

## Память
27 марта 2014 Каменец-Подольская городская рада приняла решение о присвоении одной из улиц в восточном районе Смирнова имени Анатолия Корнеева.

### Награды
- Звание Герой Украины с вручением ордена «Золотая Звезда» (21 ноября 2014, посмертно) — за гражданское мужество, патриотизм, героическое отстаивание конституционных принципов демократии, прав и свобод человека, самоотверженное служение Украинскому народу, обнаруженные во время Революции достоинства[2]
- Медаль «За жертвенность и любовь к Украине» (УПЦ КП, июнь 2015) (посмертно)[3]